# Ross Brawn
Ross Brawn (ur. 23 listopada 1954 w Manchesterze) – brytyjski inżynier, w latach 1996–2006 dyrektor techniczny zespołu Ferrari startującego w Formule 1.
Ross Brawn został ściągnięty do teamu Ferrari przez Michaela Schumachera. W 2006 wycofał się z Formuły 1. 26 listopada 2007 został szefem zespołu Honda Racing F1. Od 6 marca 2009 po tym, jak przejął zespół Hondy, pełnił funkcję szefa teamu Brawn GP. Po wykupieniu większości udziałów w zespole przez spółkę Daimler AG w listopadzie 2009 i przemianowaniu go w Mercedes Grand Prix, Ross Brawn pozostał na obejmowanym wcześniej stanowisku. 1 lutego 2014 postanowił definitywnie odejść z Formuły 1.

## Życiorys

### Dzieciństwo i początki kariery
Brawn urodził się w Anglii, w Manchesterze i uczęszczał do szkoły Reading School w Reading. We wczesnych latach 70. został zatrudniony jako praktykant przez Urząd Energii Atomowej Zjednoczonego Królestwa, w podlegającym mu instytucie badawczym w Harwell, w hrabstwie Oxfordshire, gdzie Brawn studiował także oprzyrządowanie.
Jego kariera w sportach motorowych rozpoczęła się w 1976 roku, kiedy to Ross Brawn znalazł pracę w March Engineering, w Bicester, jako operator frezarki. Wkrótce potem dołączył on do zespołu March startującego w Formule 3 jako mechanik. Później, w 1978 roku, Brawn został zatrudniony przez Sir Franka Williamsa jako operator w jego nowo powstałym zespole Williams Engineering. Szybko awansował na kolejne, wyższe pozycje w zespole, pracując w dziale prac badawczo-rozwojowych oraz jako aerodynamik w tunelu aerodynamicznym należącym do zespołu.
Po krótkich epizodach w zespołach Haas Lola i Arrows, Brawn zwrócił na siebie uwagę firmy Jaguar, w której znalazł zatrudnienie w 1989 roku. Rozpoczął on pracę w oddziale zajmującym się samochodami wyścigowymi, wnosząc tak dużo doświadczenia z F1, jak tylko mógł. Zaowocowało to zaprojektowaniem Jaguara XJR-14 – samochodu, który wygrał sezon 1991 organizowanych przez FIA Mistrzostwa Świata Samochodów Sportscar.

### Formuła 1

#### Benetton
W 1991 roku Brawn powrócił do Formuły 1 jako dyrektor techniczny zespołu Benetton Formula, pomagając mu zdobyć dwa z rzędu tytuły Mistrza Świata Kierowców z Michaelem Schumacherem w 1994 i 1995 roku, oraz dodatkowo tytuł Mistrza Świata Konstruktorów w sezonie 1995. Wówczas Ross Brawn został oceniony przez prasę jako osoba odgrywająca ważną część w zdobyciu tych trzech tytułów, szczególnie jeśli chodzi o ustalanie strategii wyścigowej.

#### Ferrari

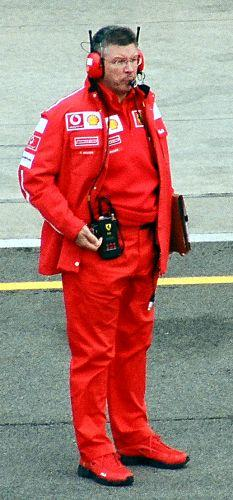
Ross Brawn w pit-lane, podczas Grand Prix Stanów Zjednoczonych 2003

W trakcie sezonu 1996 Ross Brawn zdecydował się przenieść się do zespołu Scuderia Ferrari, zarazem idąc w ślady Michaela Schumachera, dla którego był to pierwszy sezon z włoskim zespołem. Ponownie Brawn dał się poznać jako doskonały strateg, kiedy to zespół rozpoczął walkę o mistrzostwa od sezonu 1997, pomimo widocznej wyższości samochodów Williams w 1997 roku oraz bolidów McLaren-Mercedes podczas sezonu 1998. Po latach „odbudowywania” zespołu, Ross Brawn (jako dyrektor techniczny) pomógł Ferrari odzyskać dobrą sławę, kiedy zespół zdobył pierwsze z sześciu kolejnych Mistrzostw Świata Konstruktorów, w sezonie 1999. Prowadzona przez Brawna Scuderia zgarnęła z Michaelem Schumacherem także pięć z rzędu Mistrzostw Świata Kierowców w latach 2000–2004. Wkład Rossa Brawna w ten bezprecedensowy ciąg tytułów, doprowadził do określania go przez wielu jako niezbędnego członka „dream teamu” Ferrari, obok Schumachera, szefa zespołu Jeana Todta oraz głównego projektanta Rory’ego Byrna.
W sezonie 2005 Ferrari nie do końca błyszczało formą i nie zdołało obronić obu tytułów mistrzowskich. Mistrzostwo Świata Konstruktorów padło łupem Renault, zaś Michael Schumacher oddał swój tytuł w ręce Fernando Alonso. Sezon później Ferrari miało bardzo kiepski start sezonu, jednak w drugiej części sezonu bolid Scuderii był już zdecydowanie najlepszy. Mimo tego zespół, którym dowodził Brawn nie odzyskał utraconych tytułów.
26 października 2006 Ferrari ogłosiło, że Ross Brawn opuści zespół z Maranello. Uważano wówczas, że jego rozbrat z Formułą 1 potrwa rok, tak aby pozwolić innym członkom działów technicznych awansować wewnątrz teamu.

#### Honda
Pod koniec 2007 roku pojawiły się pogłoski, jakoby Ross Brawn miał dołączyć do prywatnego zespołu Red Bull Racing. Rzekomo miała to być część pewnego zestawu, który miałby zachęcić podwójnego mistrza świata Fernando Alonso, do podpisania kontraktu z zespołem. W listopadzie pojawiła się jednak informacja o przejściu Brawna do zespołu Hondy. Ostatecznie, 12 listopada Ross Brawn został oficjalnie ogłoszony nowym szefem zespołu Honda Racing F1 Team. Rozpoczął on pracę z zespołem od 26 listopada.

## Życie prywatne
Ross Brawn mieszka we wsi Stoke Row, koło Henley-on-Thames. W swoim wolnym czasie zajmuje się ogrodnictwem, wędkarstwem oraz słuchaniem muzyki. W 2006 roku Brawn otrzymał od Brunel University tytuł doktora honoris causa w dziedzinie inżynierii za swój wkład w rozwój motosportu. W 2010 roku został Oficerem Orderu Imperium Brytyjskiego (OBE).
Jest żonaty, ma dwie córki.